# Seznam spisovatelů science fiction
Zvlášť české spisovatele najdete v Seznamu českých spisovatelů science fiction.

## A
- Dafydd ab Hugh
- Edwin Abbott
- Humayun Ahmed
- Kobo Abe
- Robert Abernathy
- Forrest J. Ackerman
- Douglas Adams
- Robert Adams
- Jerry Ahern
- Jim Aikin
- Brian Aldiss
- David M. Alexander
- Lloyd Alexander
- Roger MacBride Allen
- Hans Joachim Alpers
- Genrich Saulovič Altov, pseudonym Genricha Sauloviče Altšullera
- Genrich Altshuller
- Kingsley Amis
- Colin Anderson
- Kevin J. Anderson
- Poul Anderson
- Christopher Andrews
- Patricia Anthony
- Piers Anthony
- Christopher Anvil
- K. A. Applegate
- Jakub Arbes
- E.L. Arch
- Eleanor Arnason
- Robert Arthur
- Catherine Asaro
- Neal Asher
- Francis Leslie Ashton
- Isaac Asimov
- Janet Asimov
- Nancy Asire
- Robert Asprin
- A. A. Attanasio
- Margaret Atwood
- Ayerdhal

## B
- Vladimír Babula
- Hilary Bailey
- Kage Baker
- Scott Baker
- James Graham Ballard
- Gertrude Barrows Bennett
- Iain M. Banks
- Marek Baraniecki
- Miquel Barceló
- René Barjavel
- Arthur K. Barnes
- John Barnes
- Steven Barnes
- William Barnwell
- João Barreiros
- William Barton
- T. J. Bass
- Harry Bates
- L. Frank Baum
- Milan Bauman
- Stephen Baxter
- Barrington J. Bayley
- Elizabeth Bear
- Greg Bear
- Jerome Beatty
- Charles Beaumont
- František Běhounek
- Alexandr Beljajev
- Edward Bellamy
- Werner Bender
- Don Bendell, pseudonym Rona Stillmana
- Gregory Benford
- J. D. Beresford
- Jack Bertin, pseudonym Petera B. Germana
- Alfred Bester
- Bruce Bethke
- Ambrose Bierce
- Lloyd Biggle
- Dmitrij Alexandrovič Bilenkin
- Eando Binder
- Michael Bishop
- Terry Bisson
- Jerome Bixby
- Malorie Blackman
- Jayme Lynn Blaschke
- Karel Blažek
- James Blish
- Robert Bloch
- Jaroslav Boček
- Maya Kaathryn Bohnhoff
- Nelson S. Bond
- Pierre Bordage
- Anthony Boucher, pseudonym Williama A.P. Whitea
- Ben Bova
- Leigh Brackett
- Ray Bradbury
- Marion Zimmer Bradley
- Gillian Bradshaw
- Gerhard Branstner
- Zdena Bratršovská
- Reginald Bretnor
- David Brin
- Tor Åge Bringsværd
- Damien Broderick
- Kristi Brooks
- Terry Brooks
- Eric Brown
- Fredric Brown
- Rosel George Brown
- Simon Brown
- John Brunner
- Steven Brust
- Edward Bryant
- Valery Bryusov
- Tobias S. Buckell
- Algis Budrys
- Lois McMaster Bujold
- Michail Bulgakov
- Kenneth Bulmer
- Kir Bulyčov
- Chris Bunch
- David R. Bunch
- Anthony Burgess
- Edgar Rice Burroughs
- William S. Burroughs
- Michael A. Burstein
- F. M. Busby
- Jim Butcher
- Octavia E. Butler

## C
- Lyon Sprague de Camp
- John Wood Campbell
- Arthur C. Clarke
- Hal Clement
- Michael Crichton
- Andrzej Czechowski
- Josef Čapek
- Karel Čapek
- Svatopluk Čech
- Jiří Čihař

## D
- Lester del Rey
- Philip K. Dick
- Ljuben Dilov
- Thomas M. Disch
- Anatolij Petrovič Dněprov
- Hernani Donato

## E
- Greg Egan
- Harlan Ellison

## F
- Robert Fabian
- Rudolf Faukner
- Konrad Fiałkowski
- Eduard Fiker
- Dominik Filip
- William R. Forstchen
- Ivan Foustka
- Gustav Franc
- Herbert W. Franke
- Ludmila Freiová
- Ladislav Fuks

## G
- Jean-Pierre Garen
- Randall Garrett
- Gustavo Gasparini
- William Gibson
- Gennadij Samojlovič Gor
- Michail Grešnov
- Max von der Grün
- Valtr Gunsberg
- Steven Gould

## H
- Zuzana Hajžmanová
- Miroslav Hanus
- Harry Harrison
- Eva Hauserová
- Robert A. Heinlein
- Milan Hejduk
- Vladimír Henzl
- Frank Herbert
- Gyula Hernádi
- Hynek Hlaváček
- Jan Hlavička
- Ota Hofman
- Miroslav Holub
- Karel Honzík

## Ch
- Otakar Chaloupka
- Czesłav Chruszczewski

## I
- Ivan Izakovič

## J
- Milan Jelínek
- Michail Jemcev
- Gilbert M. Jensen
- Wolfgang Jeschke
- Jaroslav Jiran
- Jiří Jobánek
- Alois Jones

## K
- Vilma Kadlečková
- Václav Kajdoš
- Frigyes Karinthy
- Petr Kettner
- Daniel Keyes
- Václav Klička
- Ivan Kmínek
- Josef Koenigsmark
- Viktor Kolupajev
- Jan Ámos Komenský
- Cyril M. Kornbluth
- Pavel Kosatík
- Alexandr Kramer
- Maciej Kuczyński
- Jiří Kulhánek
- Rudolf Kylián

## L
- Ursula K. Le Guinová
- Stanisław Lem
- H. P. Lovecraft
- Lukáš Luhan

## M
- Petr Macek
- Lubomír Macháček
- Jiří Marek
- Eduard Martin
- George R. R. Martin
- Vladimír Medek
- Michael Moorcock
- Jaroslav Mostecký
- Edwin Morgan
- Gilda Musová

## N
- Doug Naylor
- Ondřej Neff
- Vladimir Ivanovič Němcov
- Josef Nesvadba
- Larry Niven
- František Novotný

## O
- George Orwell

## P
- Dušan Papoušek
- Vladimír Páral
- Jeremej Parnov
- Josef Pecinovský
- Eduard Petiška
- Jaroslav Petr
- Alexej Pludek
- Frederik Pohl
- Jan Poláček
- Jerry Pournelle
- Jiří Walker Procházka

## R
- Vlado Ríša
- Gene Roddenberry
- Theodor Rotrekl
- Joanne Russová

## S
- Carl Sagan
- Václav Semerád
- Robert Sheckley
- Mary Shelleyová
- Robert Silverberg
- Clifford D. Simak
- Dan Simmons
- Erik Simon
- Henry Slesar
- Milan Sobotík
- Ludvík Souček
- Neal Stephenson
- Bruce Sterling
- J. Michael Straczynski
- Charles Stross
- Arkadij a Boris Strugačtí
- Theodore Sturgeon
- Pavel Sýkora
- Ladislav Szalai
- Jaromír Šavrda
- Vladimír Šlechta
- Otakar Štěrba
- Jiří Švejda
- Sten Svensson

## T
- Nikolaj Vladimirovič Toman
- Pavel Toufar
- Jan Matzal Troska

## V
- Ilja Varšavskij
- Jaroslav Veis
- Čestmír Vejdělek
- Jaroslav Velinský
- Jules Verne
- A. E. van Vogt
- Zdeněk Volný
- Kurt Vonnegut
- Lenka Vyoralová

## W
- David Weber
- Jan Weiss
- H. G. Wells
- Bernard Werber
- Connie Willis
- John Wyndham

## Z
- Timothy Zahn
- Julius Zeyer
- David Zindell
- Jaroslav Zýka

## Ž
- Miroslav Žamboch
- Ivo Železný
- Valentina Nikolajevna Žuravlevová